# Pala di Santa
La Pala di Santa, nota localmente come Pala Santa (2.488 m s.l.m. - Zanggen o Zanggenberg in tedesco) è una montagna delle Dolomiti di Fiemme nelle Dolomiti. Si trova in Trentino-Alto Adige tra la provincia autonoma di Trento e quella di Bolzano. È delimitata a nord dal passo di Pampeago, a ovest dal passo di Lavazè e dalla val Gambis, e a est dalla val di Stava. A sud il passo di Pramadiccio la separa dal Monte Cucal.
Sul versante nord sono presenti due impianti di risalita e una pista da sci alpino, collegati al comprensorio dello Ski Center Latemar.